# Petre Steinbach
Petre Steinbach est un footballeur international puis entraîneur roumain, né en 1906 à Temesvár en Autriche-Hongrie et mort en 1996 en Allemagne. Il évolue au poste de milieu de terrain du milieu des années 1920 au début des années 1940.
Formé au CAM Timișoara (en), il joue ensuite au Coltea Brasov avec qui il remporte le titre de champion de Roumanie en 1928. Il fait ensuite l'essentiel de sa carrière à l'Unirea Tricolor Bucarest. Il compte dix-huit sélections en équipe nationale et dispute la Coupe du monde de 1930.
Devenu entraîneur, il dirige tout d'abord à l'Unirea Tricolor Bucarest de 1934 à 1937 tout en restant joueur. Il entraîne ensuite le Carmen Bucarest (en) puis, le FC UTA Arad avec qui il réalise le doublé Coupe-championnat en 1948. Il occupe également le poste de sélectionneur pendant deux rencontres puis, entraîne le Rapid Bucarest, le Ceahlăul Piatra Neamț, la Roumanie juniors, le Farul Constanta et l'ASA Târgu Mureș, son dernier club en 1969.

## Biographie
Petre Steinbach commence le football au CAM Timișoara (en) puis, rejoint, en 1928, le Coltea Brasov avec qui il remporte le titre de champion de Roumanie. Il rejoint, en 1929, l'Unirea Tricolor Bucarest et est appelé en équipe de Roumanie pour disputer la Coupe du monde de 1930 en Uruguay. Il ne dispute aucune rencontre lors de la compétition. Il connaît, le 12 octobre 1930, sa première sélection en équipe nationale pour un match disputé contre la Bulgarie. Les Roumains s'inclinent sur le score de cinq buts à trois dans cette rencontre jouée en Bulgarie comptant pour la Coupe des Balkans. Petre Steinbach remporte l'année suivante cette compétition qui avait débuté en 1929. Avec son club, dont il est entraîneur de 1934 à 1937, il termine vice-champion en 1934 et est finaliste de la Coupe en 1936. Il fait en 1933 et 1938 deux séjours en Angleterre d'un mois, le second lui permettant d'étudier le travail d'Herbert Chapman au Arsenal FC. De retour en Roumanie, il publie un livre intitulé « Notre football. Enjeux et lignes directrices pour le football roumain ». Après 90 rencontres disputées avec son club, il rejoint en 1939 le Olimpia Bucarest où il termine sa carrière de joueur.
À l'issue de la Seconde Guerre mondiale, il est considéré comme suspect par les Russes en raison de ses origines allemandes. Libéré, il devient entraîneur du Carmen Bucarest (en) en 1947 et, le club termine vice-champion de Roumanie. Le club est, à l'été 1947, dissous en raison du « traitement injuste d'une équipe soviétique ». Il rejoint alors l'FC UTA Arad avec qui il réussit le doublé Coupe-championnat en fin de saison.
Petre Steinbach est alors nommé sélectionneur de l'équipe nationale et dirige l'équipe pendant deux rencontres disputées face à l'Albanie et la Hongrie puis, rejoint le Rapid Bucarest. Il termine avec cette équipe vice-champion en 1949 et 1950. Il rejoint ensuite le Ceahlăul Piatra Neamț.
En 1960, il est condamné à de la prison au retour d'une tournée à Vienne avec la sélection junior. Après sa libération, il entraîne le Farul Constanta et l'ASA Târgu Mureș, qui est son dernier club en 1969. Il quitte la Roumanie en 1975 et rejoint l'Allemagne où il meurt en 1996.

## Palmarès
Petre Steinbach remporte titre de champion de Roumanie en 1928 avec le Coltea Brasov. Sous les couleurs de l'Unirea Tricolor Bucarest, il termine vice-champion en 1934 et est finaliste de la Coupe en 1936 en tant qu'entraîneur-joueur.
Il compte dix-huit sélections en équipe de Roumanie avec qui il dispute la Coupe du monde de 1930 et, remporte la Coupe des Balkans 1929-1931.
Comme entraîneur, le Carmen Bucarest (en) termine, sous ses ordres, vice-champion en 1947. Avec l'FC UTA Arad, il réalise le doublé Coupe-championnat en 1948. Sélectionneur à deux reprises de l'équipe nationale, il est ensuite, avec le Rapid Bucarest, vice-champion en 1949 et 1950.